# كيلي ديل
كيلي ديل (بالإنجليزية: Kelley Deal)‏ هي مغنية مؤلفة ومبرمجة وكاتِبة وعازفة قيثارة أمريكية، ولدت في 10 يونيو 1961 في دايتون في الولايات المتحدة.

## وصلات خارجية
- الموقع الرسمي
- كيلي ديل على موقع IMDb (الإنجليزية)
- كيلي ديل على موقع ميوزك برينز (الإنجليزية)
- كيلي ديل على موقع إن إن دي بي (الإنجليزية)
- كيلي ديل على موقع أول ميوزيك (الإنجليزية)
- كيلي ديل على موقع ديسكوغز (الإنجليزية)
- كيلي ديل على موقع قاعدة بيانات الفيلم (الإنجليزية)